# Edin Krupalija
Edin Krupalija (ur. 31 stycznia 1977 w Sarajewie) – bośniacki bobsleista, uczestnik igrzysk olimpijskich (1998).
W lutym 1998 roku wystąpił na igrzyskach olimpijskich w Nagano. Wystąpił w jednej konkurencji – czwórkach mężczyzn. Bośniacki zespół, w którym poza nim wystąpili Zoran Sokolović, Nihad Mameledzija i Mario Franjić, zajął 25. miejsce, wyprzedzając sześć sklasyfikowanych bobów.